# Le marié perd la tête
Le marié perd la tête — It Walks by Night dans l'édition originale en anglais — est un roman policier américain de John Dickson Carr publié en 1930. C'est le premier roman de la série mettant en scène le limier Henri Bencolin.  

## Résumé
Le cadavre décapité du duc de Saligny est retrouvé dans une salle d'une maison de jeu parisienne. Or, les deux portes d'accès à la pièce étaient sous la surveillance de l'inspecteur Henri Bencolin, de son compagnon Jeff Marle, d'un officier de police et du Dr Grafenstein, un psychiatre suisse. Le crime est d'autant plus horrible que le mort était un jeune marié ayant le jour même épousé Louise Laurent.
Il y a quatre ans, la belle Louise était devenue la femme d'Alexandre Laurent, un malheureux atteint de fulgurante démence et enfermé peu après dans un asile. Ayant fait annuler son premier mariage, Louise croyait pouvoir épouser en toute quiétude le duc de Saligny, mais, deux jours avant la date des noces, ce dernier a reçu d'Alexandre Laurent, qui est parvenu à s'évader de son institution, une lettre de menaces interdisant, sous peine de mort, que le mariage projeté ait lieu. Qui est le dangereux Laurent parmi les suspects ? La question se pose, car le fou aurait eu recours à une chirurgie esthétique pour changer son apparence. Henri Bencolin enquête.

## Particularités du roman
L'intrigue de ce roman mineur de John Dickson Carr se déroule à Paris et à Versailles.
Dans ce récit, écrit en 1930, Carr se plaît à donner une importance marquée à la drogue (haschisch, marijuana) pour souligner les vices et les grandes libertés qui prévalent dans le Paris de l'entre-deux-guerres. 
Le marié perd la tête est une version allongée de la longue nouvelle Grand Guignol, publiée en 1929 dans le magazine The Haverfordian. John Dickson étoffe l'intrigue du roman en ajoutant quelques suspects. En outre, l'ami de Bencolin, simplement nommé Jack dans la nouvelle, devient dans le roman le personnage plus important de Jeff Marle qui reviendra d'ailleurs dans les enquêtes ultérieures du détective français.

## Éditions
Éditions originales en anglais
- (en) John Dickson Carr, It Walks by Night, New York, Harper Brothers, 1930

Éditions françaises
- (fr) John Dickson Carr (auteur), Jean-André Rey (traducteur) et Claudine Rey (traducteur), Le marié perd la tête [« It Walks by Night »], Paris, Librairie des Champs-Élysées, coll. « Le Masque no 1802 », 1985, 191 p. (ISBN 2-7024-1655-1, BNF 34863874)

## Source bibliographique
- Roland Lacourbe, John Dickson Carr : scribe du miracle. Inventaire d'une œuvre, Amiens, Encrage, 1997, p. 32-34.